# Synagoga w Carpentras

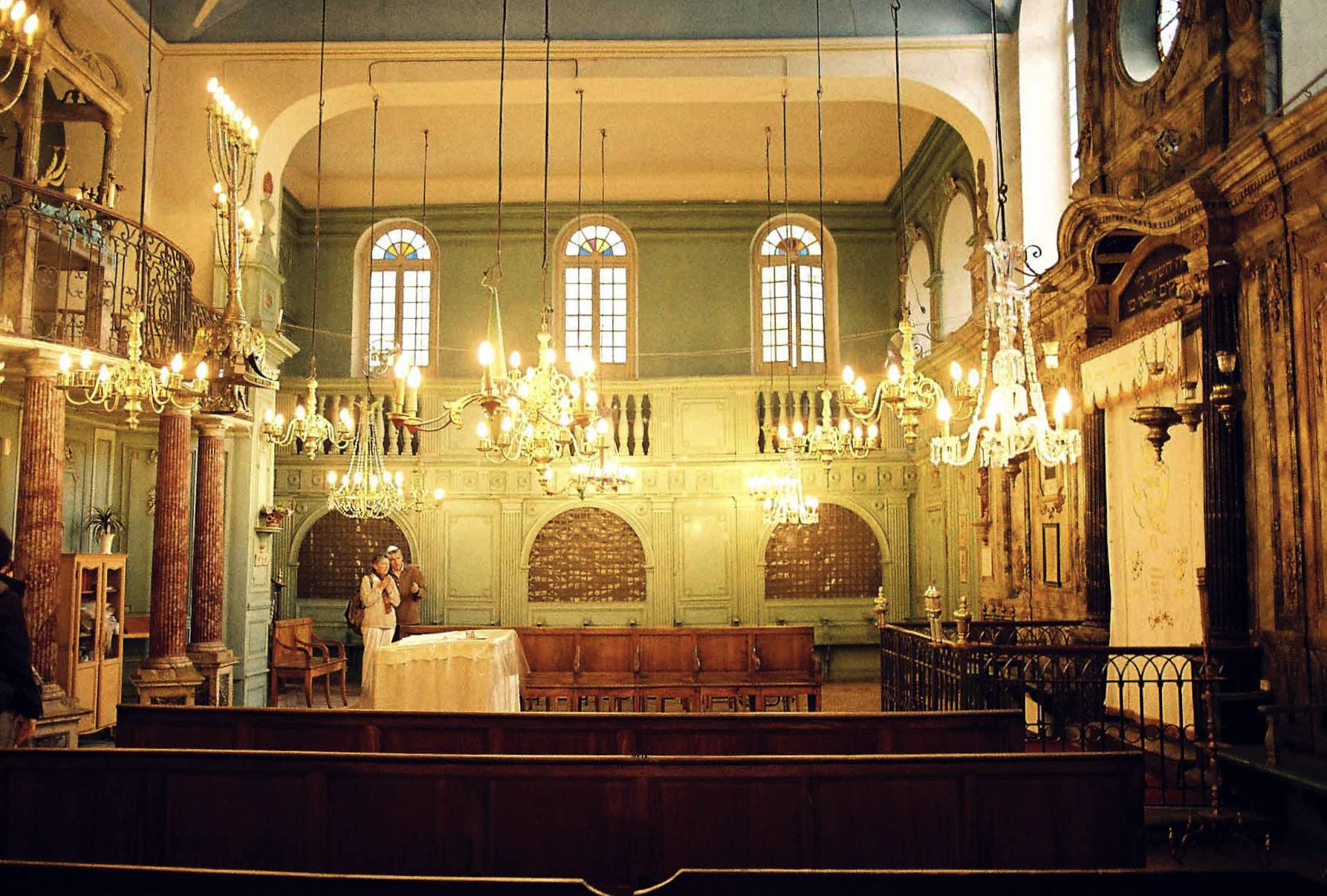
Wnętrze synagogi

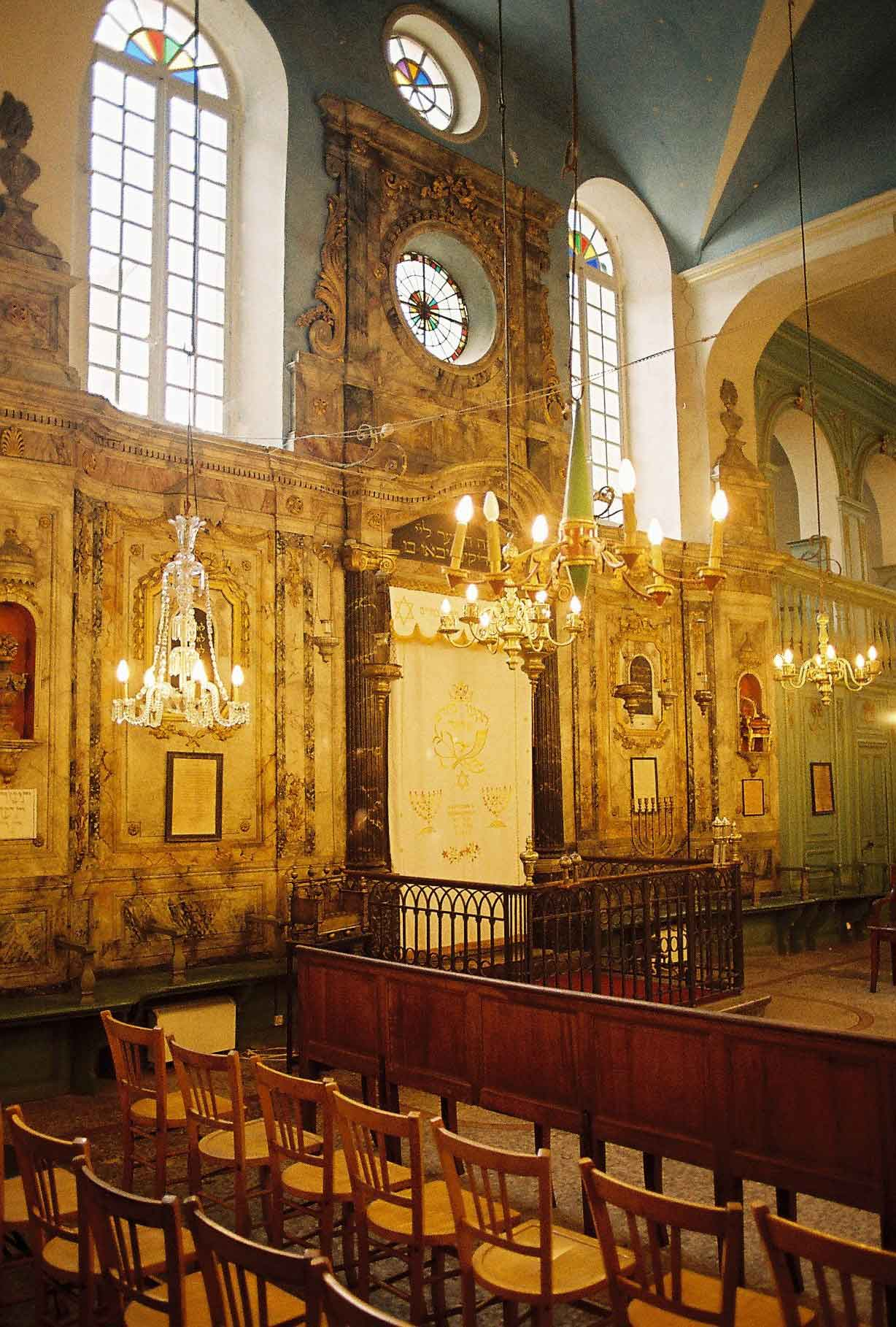
Aron ha-kodesz

Synagoga w Carpentras – synagoga położona w Carpentras w południowej Francji. Jest najstarszą francuską synagogą. Od połowy XX wieku użytkowana jest przez kilkadziesiąt rodzin, odbywają się w niej koncerty i imprezy kulturalne. Udostępniona jest też do zwiedzania.

## Historia gminy żydowskiej
Najwcześniejsze wzmianki o społecznościach żydowskich w okolicach Carpentras i hrabstwa Venaissin (fr. Comtat Venaissin) pochodzą z XIII wieku, choć przypuszcza się, że ośrodki takie istniały już w czasach rzymskich. W roku 1306 król Francji Filip IV Piękny wygnał Żydów z państwa. Pół wieku później rezydujący w Awinionie papież Klemens VI objął ich opieką i zezwolił na swobodne osiedlanie się na swoich ziemiach. Zwalczał też przypadki oskarżania Żydów o wywołanie epidemii dżumy w 1348 r. Społeczności te nazwano wkrótce „Żydami papieskimi” (fr. Juifs du Pape).
W Carpentras Żydzi wynajęli wówczas dom na placu, przy którym mieści się dziś synagoga i zamieszkali w nim. Około roku 1460 społeczność zamieszkiwała okolice dzisiejszego placu Maurice Charretier, który ogrodzono i zamknięto dwiema bramami w 1486 r. W XVI w. zakończył się okres rozwoju gmin żydowskich na ziemiach papieskich. Wprowadzono przepisy zakazujące osiedlania się Żydów, a w roku 1686 Rada hrabstwa Venaissin wprowadziła nakaz osiedlania się ich w zamkniętych dzielnicach – gettach czterech miast – Awinionu, Carpentras, Cavaillon i Isle sur la Sorgue. Getta te nazwano carrières. Dodatkową formą prześladowań był zakaz wykonywania wszelkich zawodów z wyjątkiem handlu używanymi ubraniami i sprzętami, a także całkowity zakaz prowadzenia usług finansowych.
Zakazy te zostały zniesione dopiero w XVIII w. W roku 1555 gmina w Carpentras liczyła zaledwie 496 osób, w 1788 zwiększyła się do liczby 914. Rewolucja francuska zniosła obowiązek osiedlania się Żydów w zamkniętych dzielnicach i społeczność rozproszyła się po okolicznych miastach. W dekrecie z dnia 28 stycznia 1890 przyznano im prawa obywatelskie i wolność osiedlenia. W rezultacie gmina w Carpentras znacznie zmniejszyła swoją liczebność. W czasie II wojny światowej duża część tutejszych Żydów padła ofiarą prowadzonych przez hitlerowców i rząd Vichy wywózek do obozów koncentracyjnych. Synagoga przetrwała wojnę, a elementy jej wystroju zostały przechowane w ukryciu. Do lat 70. w mieście mieszkali tylko nieliczni ocaleli członkowie gminy. Powiększyła ona znacznie swoją liczebność w roku 1970, gdy do miasta przybyło 150 żydowskich imigrantów z dawnych kolonii francuskich w północnej Afryce.

## Historia synagogi
Pierwsza synagoga w mieście została założona w XII wieku na przedmieściach Carpentras. Po wygnaniu Żydów w roku 1306 ten pierwszy budynek zamieniono na kościół pod wezwaniem Maryi Panny. Nie zachował się on do czasów obecnych. Po powrocie Żydów w latach 1343–1344, pod opieką papieża, nowa synagoga została założona w roku 1367 w domu wynajętym przez gminę żydowska od miejscowego notariusza. Według wydanego w 1344 r. zezwolenia nowa synagoga nie mogła być wyższa ani szersza od pierwszej, która zbudowane była na rzucie 14 na 8 metrów, przy 8 metrach wysokości. Gdy w roku 1367 umowa najmu wygasła, zezwolono Żydom na budowę synagogi we własnym budynku, tuż obok poprzednio wynajętego. Budowla ta miała mieć te same co poprzednio wymiary, a za wydanie przywileju Żydzi mieli złożyć lokalnemu biskupowi daninę w postaci sześciu funtów przypraw, ich równowartości w złocie oraz składać kolejne płatności przy każdych wyborach przełożonego gminy żydowskiej.
Nowa synagoga, wzniesiona w roku 1367, od początku włączona była w pierzeję placu Maurice Charretier, stanowiącego centrum dzielnicy żydowskiej. Znajdowała się w niej niewielka sala modlitw dla mężczyzn, prawdopodobnie wielkości dzisiejszej empory nad salą główną. Umieszczona była na piętrze, mniejsza sala dla kobiet znajdowała się na parterze, natomiast mykwa i piekarnia na dwóch kondygnacjach piwnic. Sale męska i kobieca połączone były tylko otworem w podłodze sali dla mężczyzn, znajdującym się w pod Aron ha-kodesz. Kobiety mogły w ten sposób widzieć Torę, wynoszoną i powracającą do szafy ołtarzowej.
W roku 1677 synagoga była już w bardzo złym stanie technicznym i została odnowiona. W latach 1741–1746 rozbudowana była pod kierunkiem budowniczego Antoine’a d’Allemand, projektanta ratusza i akweduktu w Carpentras. Żydzi otrzymali wówczas zezwolenie na poszerzenie bożnicy w kierunku kościoła miejskiego i dodanie do sali głównej dwóch okien. Utworzono wówczas salę modlitw w obecnym kształcie, o wymiarach 15,7 na 8,7 metrów. Istniejąca uprzednio sala kobieca została zlikwidowana, a nowe miejsce dla kobiet usytuowano na tym samym poziomie co sala mężczyzn. Przebudowa została przeciągnięta w czasie przez protesty władz miejskich i kościelnych, które zauważyły, że nowa synagoga jest wyższa niż niektóre z kościołów w mieście, i żądały jej obniżenia. Zamurowano też na żądanie biskupa dwa z okien w ścianie wschodniej. Spory przerwane zostały dopiero przez wybuch Rewolucji francuskiej.
W czasie rewolucji synagoga, podobnie jak inne obiekty religijne, została okradziona z cennego wyposażenia i pozbawiona religijnej funkcji. Używana była jako klub i miejsce spotkań jakobinów. Żydom udało się odzyskać bożnicę w roku 1800, łącznie z częścią wyposażenia. W XIX wieku synagoga przechodziła kolejne remonty i drobne przebudowy, m.in. utworzono nowe tylne wejście. W roku 1923 przemalowano drewniane elementy wyposażenia na ciemny kolor. W 1924 budowla uznana została oficjalnie za zabytek. Budynek ocalał w trakcie wojny, a od lat 50. utrzymywany był przez prywatnych darczyńców i rząd francuski.

## Architektura
Synagoga wpisana jest w pierzeję placu Maurice Charretier, znajduje się w jego narożu, pomiędzy dwoma budynkami mieszkalnymi. Dominującym elementem elewacji jest wysoki portal drzwi wejściowych, o skromnej neoklasycystycznej dekoracji, łukowato zwieńczony i przykryty gzymsem. Do płycinowych, dwuskrzydłowych drzwi wejściowych prowadzi kilka schodów.
Na wyższych kondygnacjach elewacji znajdują się wysokie okna o gęstych podziałach stolarki. Okna są półkoliście zakończone, dekorowane prostą opaską formowaną w tynku, na szczycie łuków okien znajdują się proste zworniki. Nad wejściem głównym znajdują się dodatkowo dwa małe okienka powtarzające łukowaty kształt zwieńczenia wysokich okien. Elewacja jest tynkowana, przecinają ją płaskie, proste gzymsy wyznaczające poziomy parapetów i zwieńczeń okien. Na prawo od wejścia głównego przez elewację przebiega lizena, za którą lico elewacji zmienia nieco kąt położenia. Jest to ślad rozbudowy synagogi w latach 1741–1746.
Za drzwiami głównymi znajduje się szeroka, reprezentacyjna sień ze schodami, prowadzącymi na wyższe piętro, do sali modlitw. Za schodami znajduje się przejście do klatki schodowej prowadzącej na niższe kondygnacje, gdzie zobaczyć można zrekonstruowane pomieszczenia mykwy oraz gminnej piekarni. Pierwotnie szerokie pomieszczenie sieni podzielone było stropem, na niższym piętrze znajdował się babiniec, na wyższym sala główna.
Obecna główna sala synagogi, o wymiarach 15,7 na 8,7 metrów, znajduje się na piętrze. Ściany sali dekorowane są drewnianymi płycinami malowanymi na zielony kolor, kanelowanymi toskańskimi pilastrami i znajdującym się ponad nimi doryckim fryzem. Pomiędzy pilastrami znajdują się zakratowane łukowate prześwity, za którymi widać nieużywane już dziś pomieszczenia babińca. Centralnym elementem wnętrza jest manierystyczny Aron ha-kodesz, wykonany z malowanego drewna. Otoczony jest bogatą płycinową dekoracją wykonaną ze sztukaterii i prawdopodobnie pochodzi z czasów wcześniejszych niż reszta wyposażenia wnętrza.
Naprzeciw szafy Aron ha-kodesz znajduje się półkolista galeria, wsparta na kanelowanych toskańskich kolumnach. Na galerii, za zdobioną żeliwną poręczą, znajduje się bima, którą wyznaczają cztery niewielkie kolumny ustawione w jej narożach. Zwieńczenie bimy stanowią łukowate wstęgi biegnące od zwieńczenia kolumn i łączące się ponad bimą jako rodzaj baldachimu. Umieszczenie bimy na galerii, ponad salą główną, typowe jest dla włoskich synagog, takie rozwiązania znaleźć można w bożnicach w Pesaro, Ankonie i Wenecji. Przy poręczy galerii, po obu stronach bimy, znajdują się duże siedmioramienne świeczniki w kształcie menory.
Ciekawym elementem wnętrza jest umieszczone w niszy po prawej stronie szafy Aron ha-kodesz małe krzesło, zwane Krzesłem Eliasza. Było ono zdejmowane z podwyższenia i stawiane obok Aron ha-kodesz w trakcie ceremonii obrzezania. Według tradycji prorok Eliasz jest opiekunem dzieci, i jako taki zapraszany był do obecności na ceremonii symbolicznie rozpoczynającej życie religijne nowo narodzonego dziecka.